# Parafia św. Marcina w Piotrowicach koło Karwiny
Parafia Świętego Marcina w Piotrowicach koło Karwiny – parafia znajdująca się w Piotrowicach koło Karwiny. Należy do dekanatu Karwina diecezji ostrawsko-opawskiej.
Parafii podlegają miejscowości Piotrowice, Marklowice Dolne, Zawada i Pierstna. W Marklowicach Dolnych znajduje się zabytkowy drewniany kościół filialny pw. Wniebowstąpienia Pańskiego. W Piotrowicach i Marklowicach Dolnych odbywają się również msze w języku polskim dla polskiej mniejszości.

## Historia
W sprawozdaniu z poboru świętopietrza z 1335 w diecezji wrocławskiej na rzecz Watykanu sporządzonego przez nuncjusza papieskiego Galharda z Cahors wśród 10 parafii archiprezbiteratu w Cieszynie wymieniona jest parafia w miejscowości willa Petri, czyli w Piotrowicach. Parafia powstała więc przed tą datą. Została ponownie wymieniona w podobnym spisie sporządzonym przez archidiakona opolskiego Mikołaja Wolffa w 1447 pod nazwą Petirsdorff. Na podstawie wysokości opłaty w owym sprawozdaniu liczbę ówczesnych parafian (we wszystkich podległych wioskach) oszacowano na 90.
Według wizytacji komisarzy cesarskich w 1652 w Piotrowicach dominowało wyznanie katolickie. W 1654 reorganizacji uległa struktura administracyjny Kościoła, a Piotrowice jako filia, została podległa nowemu archiprezbiteratowi (dekanatowi) we Frysztacie. Według wizytacji biskupich w okresie poreformacyjnym nabożeństwa, kazania i katecheza prowadzone były tu w języku polskim (concio Polonica). W epoce józefinizmu, po 1785 utworzono tu lokalię. W 1789 ukończono budowę stojącego do dziś budynku kościoła. W połowie XIX wieku Piotrowice były nadal lokalią, lecz w dekanacie karwińskim.
Po wojnach śląskich i oddzieleniu granicą od diecezjalnego Wrocławia, będącego w odtąd w Królestwie Prus, do zarządzania pozostałymi w Monarchii Habsburgów parafiami powołano w 1770 Wikariat generalny austriackiej części diecezji wrocławskiej. Po I wojnie światowej i polsko-czechosłowackim konflikcie granicznym Piotrowice znalazły się w granicach Czechosłowacji, wciąż jednak podległe diecezji wrocławskiej, pod zarządem specjalnie do tego powołanej instytucji zwanej: Knížebiskupský komisariát niský a těšínský. Kiedy Polska dokonała aneksji tzw. Zaolzia w październiku 1938 parafię jako jedną z 29 włączono do diecezji katowickiej, a 1 stycznia 1940 z powrotem do diecezji wrocławskiej. W 1947 obszar ten wyjęto ostatecznie spod władzy biskupów wrocławskich i utworzono Apostolską Administraturę w Czeskim Cieszynie podległą Watykanowi. W 1978 obszar Administratury podporządkowany został archidiecezji ołomunieckiej, a w 1996 wydzielono z niej nową diecezję ostrawsko-opawską.